# Chiesa di Sant'Osvaldo (Sauris di Sotto)
La chiesa di Sant'Osvaldo è la parrocchiale di Sauris di Sotto, frazione-capoluogo del comune sparso di Sauris, in provincia e arcidiocesi di Udine; fa parte della forania della Montagna.

## Storia
La primitiva chiesa di Sauris di Sotto fu edificata nel 1328. L'attuale parrocchiale venne costruita nel XV secolo e consacrata nel 1554. L'edificio fu ampliato diverse volte: la prima nel 1581, successivamente nel 1602, poi nel 1740 ed, infine, verso il 1850. La chiesa venne ristrutturata in seguito al terremoto del Friuli del 1976.

## Interno

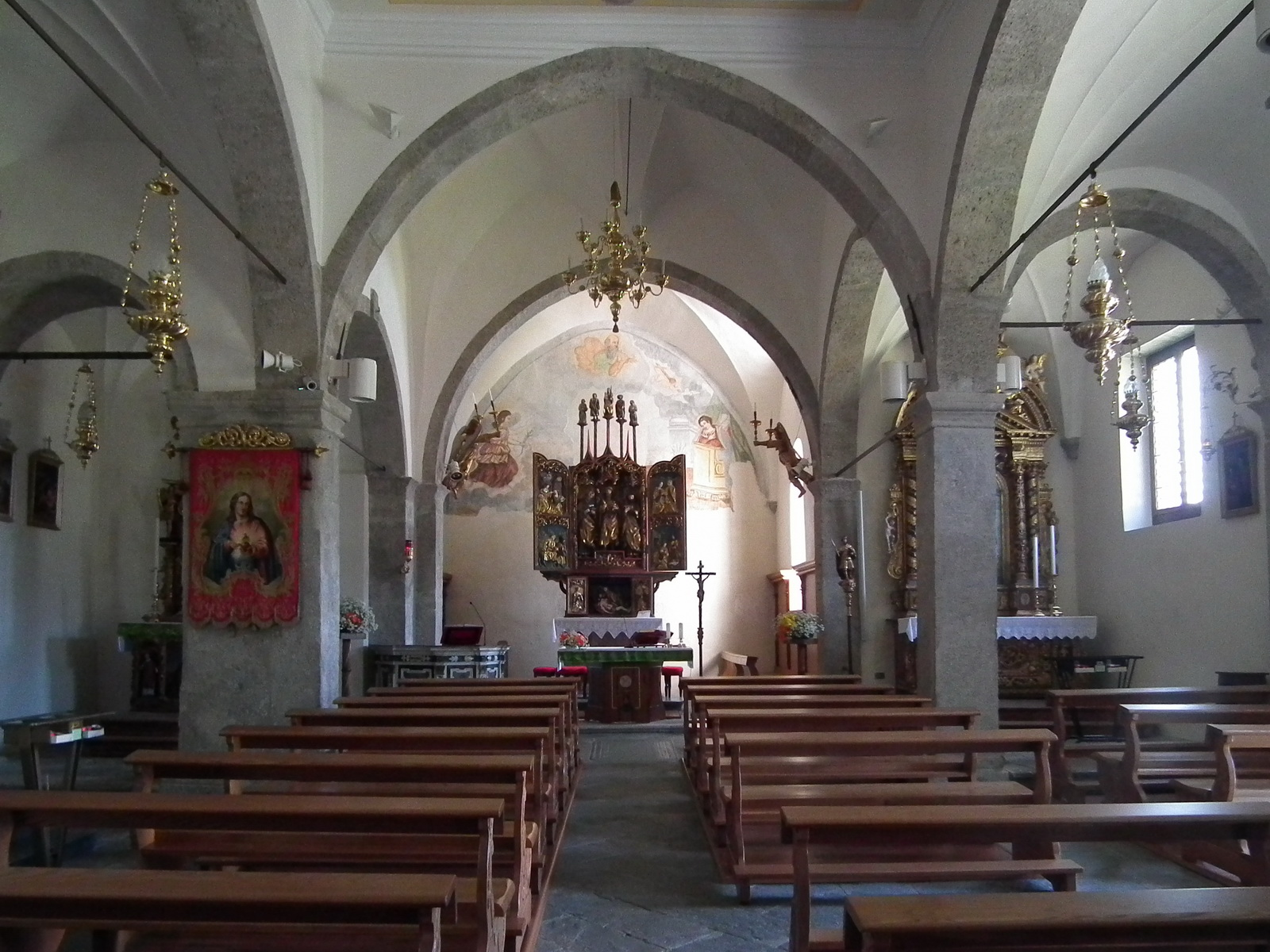
L'interno

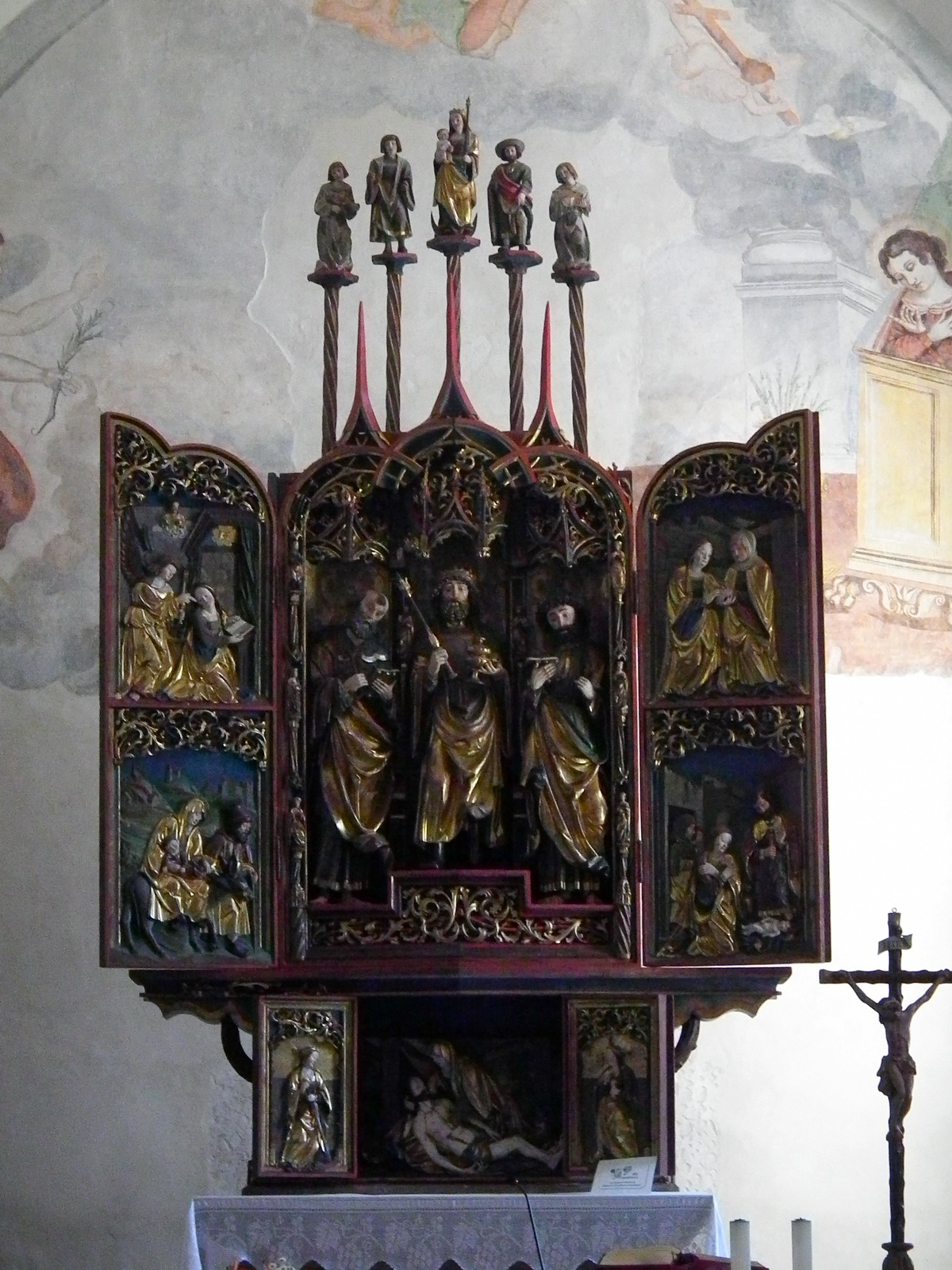
Il polittico dell'altare maggiore

Opere di pregio custodite all'interno della chiesa sono il Flügelaltar, che fu realizzato nel 1524 da Michael Parth da Brunico e che presenta le statue dei Santi Pietro, Osvaldo e Bartolomeo e bassorilievi raffiguranti l'Annunciazion, la Fuga in Egitto, la Visitazione e la Natività, e gli altari laterali, di cui uno, dedicato alla Madonna della Cintura, fu costruito da Eugenio Manzani in un periodo successivo al 1730, e l'altro venne intagliato da Francesco Comuzzo nel 1658.